# Gabriel Dubois
Gabriel Dubois (* 31. August 1911 in Dompierre-sur-Helpe; † 13. Januar 1985 in Maubeuge) war ein französischer Radrennfahrer.

## Sportliche Laufbahn
Dubois war im Straßenradsport aktiv. Von 1936 bis 1946 war er Unabhängiger und Berufsfahrer. 1937 und 1938 siegte er im Eintagesrennen Grand Prix de Fourmies. 1939 gewann er die Tour du Sud-Ouest.
Die Tour de France fuhr er dreimal. 1936 wurde er 39. und 1937 34. im Endklassement. 1938 beendete er die Rundfahrt nicht. Dritter wurde Dubois bei Paris–Lille 1937 und in der Tour de Corrèze 1939.